# Aloys Schreiber

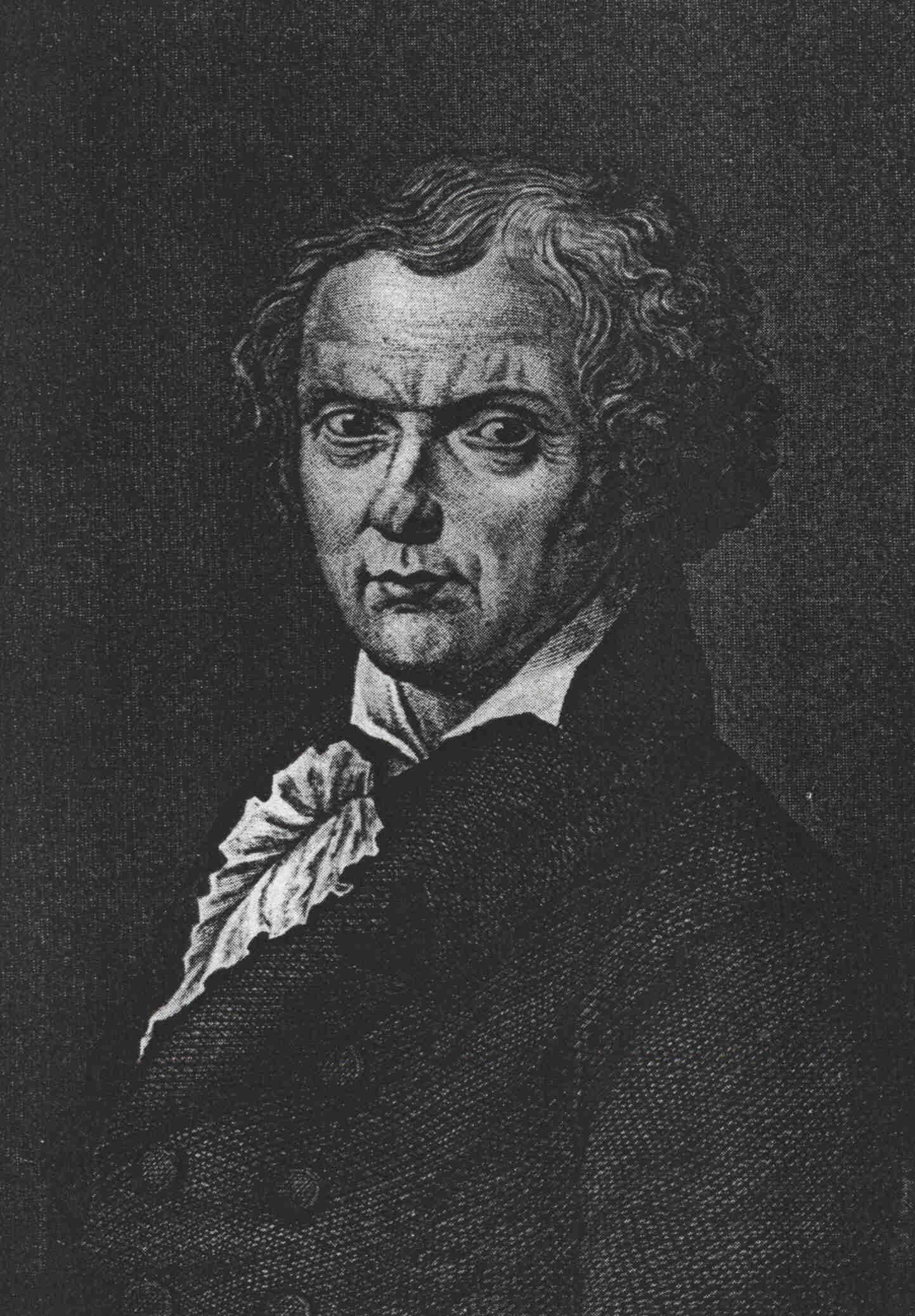
Aloys Schreiber.

Aloys Wilhelm Schreiber, född 12 oktober 1761 i Bühl, Baden, död 21 oktober 1841 i Oos, Baden-Baden, var en tysk historiker och författare.
Schreiber innehade olika lärartjänster och blev 1805 professor vid Heidelbergs universitet. Han fick betydande uppmärksamhet genom sin satir Comoedia divina (1807), som innehöll angrepp på dåtidens poetisk-mystiska riktning, samt genom en del dikter, som han, Johann Heinrich Voß och den danske diktaren Jens Baggesen hade skrivit, och som Baggesen på egen hand lät utge. Härvid pådrog Schreiber sig misshag, som ytterligare förstärktes genom hans Lebensbeschreibung Karl Friedrichs, Großherzogs von Baden (1811), så att såg sig tvingad till att lämna Heidelberg och fick 1812 anställning som badensisk historiograf. Som sådan skrev han förutom Badische Geschichte, Lehrbuch für die Mittelschulen (1817), flera band äventyr och sägner från Rhenlandet, dikter, noveller och andra berättelser.